# Modlin (powiat jędrzejowski)
Modlin – kolonia w Polsce położona w województwie świętokrzyskim, w powiecie jędrzejowskim, w gminie Słupia.
Od zachodu graniczy z Rożnicą, przy drodze gminnej z Rożnicy do Sosnowca
W latach 1975–1998 miejscowość administracyjnie należała do województwa kieleckiego.